# Jac van Steen
Jac van Steen (Eindhoven, 1956) is een Nederlands dirigent. Jac van Steen studeerde orkestdirectie, koordirectie en muziektheorie aan het Brabants Conservatorium.

## Activiteiten

### Nederland
Van 1986 tot 1990 was hij dirigent en muzikaal leider van het Bachkoor Nijmegen. Van 1989 tot 1994 was hij muzikaal leider en chef-dirigent ven het Nationale Ballet in Amsterdam. Van Steen dirigeerde vervolgens vrijwel alle professionele symfonieorkesten van Nederland, waaronder het Residentie Orkest, het Rotterdams Philharmonisch Orkest, het Nederlands Philharmonisch Orkest en de drie radio-orkesten. Met het Residentie Orkest voerde hij veelvuldig muziek uit van hedendaagse componisten (waarvan ook een aantal cd-opnamen zijn gemaakt), waaronder Iannis Xenakis, Olivier Messiaen, Alberto Ginastera, Krzysztof Penderecki, Arvo Pärt, Morton Feldman, Mark-Anthony Turnage, Luciano Berio, Hans Werner Henze en Mauricio Kagel. Met het Radio Symfonie Orkest en het Radio Philharmonisch Orkest voerde hij onder andere nieuw werk uit van Nederlandse componisten, voor een gedeelte ook op cd opgenomen. 
Van Steen leidde ook het Doelenensemble, bestaande uit leden van het Rotterdams Philharmonisch Orkest.

### Duitsland
Van 2002 tot 2005 was hij chef-dirigent, algemeen muzikaal directeur van het Deutsches Nationaltheater Weimar en chef-dirigent van de Staatskapelle Weimar en het Musikkollegium Winterthur. Van 1992 tot 1994 was Van Steen gastdirigent bij de Bochumer Symphoniker. Van 1997 tot 2002 was hij chef-dirigent van het Nürnberger Symphoniker. 
Verder dirigeerde Jac van Steen onder andere het Konzerthausorchester Berlin (het voormalige Berliner Sinfonie-Orchester), het Rundfunk-Sinfonie-Orchester Berlin, het Philharmonische Staatsorchester Halle, het Orchester des Hessischen Staatstheaters Wiesbaden, het symfonieorkest in Hamburg, de Württembergische Philharmonie Reutlingen, de Dortmunder Philharmoniker, het Rundfunk-Sinfonieorchester Saarbrücken, het Nationaltheater-Orchester Mannheim, de Staatsphilharmonie Rheinland-Pfalz en het Münchner Rundfunkorchester, het orkest van het festival van jonge kunstenaars in Im Bayreuth, het MDR-Sinfonieorchester Leipzig, het Orchester des Hessischen Staatstheaters Wiesbaden en het Nationaal Bondsjeugdorkest van Duitsland. 

### Verenigd Koninkrijk
Sinds zijn deelname aan het BBC-programma European Conductors Seminar in Manchester in 1985 dirigeert Jac van Steen regelmatig concerten van het BBC Philharmonic Orchestra in Manchester en het BBC Symphony Orchestra in Londen. Hij maakte met deze orkesten vele opnamen, waaronder werken van Jean Sibelius, Ludwig van Beethoven, Igor Strawinski, Gustav Mahler en Max Reger. Het BBC Symphony Orchestra leidde hij op een Proms-concert in 2000 en een tweede concert in het Barbican Centre in 2001 de première van het concert voor slagwerk en orkest van Jonathan Harvey. Sinds 1999 is hij ook regelmatig te gast bij het Hallé Orchestra in Manchester. In 2005 is hij benoemd tot eerste gastdirigent van het BBC National Orchestra of Wales in Cardiff, dat hij leidde in het kader van de Proms-concerten in London. Tot slot stond Van Steen voor het London Sinfonietta en het Royal Scottish Orchestra.

### Pedagoog
Sinds 1992 is Jac van Steen hoofdvakdocent orkestdirectie aan het Koninklijk Conservatorium in Den Haag.
- Bibliothèque nationale de France: cb15886884d (data)
- Gemeinsame Normdatei: 133682471
- International Standard Name Identifier: 0000 0000 7850 7160
- Library of Congress Control Number: no95053112
- MusicBrainz: 3b17e289-1b5b-41a7-be81-0857498549c3
- Nationale Bibliotheek van Israël: 987007332849705171
- Système universitaire de documentation: 158026322
- Virtual International Authority File: 15967393
- WorldCat: E39PBJxRFtgr3qjV9rc9FCHV4q